# Liste des évêques et archevêques de Clermont
Pour un article plus général, voir Archidiocèse de Clermont.

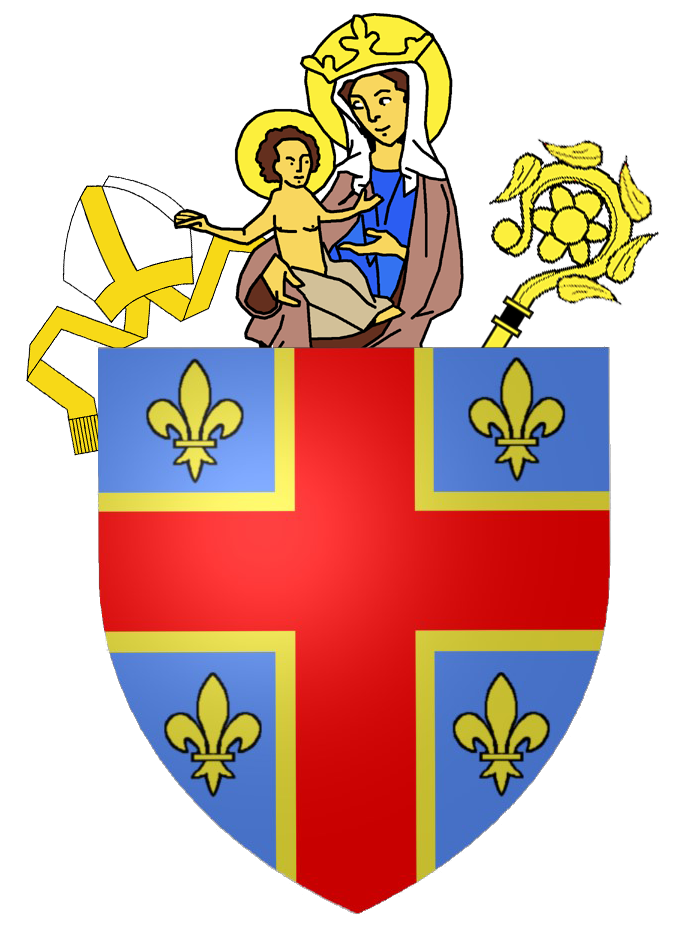
Blason des évêques de Clermont.

Le diocèse d'Auvergne est établi à Arvernis, l'ancienne capitale de la cité des Arvernes. Ses évêques ne sont appelés évêques de Clairmont ou Clermont (aujourd'hui Clermont-Ferrand) qu'en 1160. À partir de 1317, le diocèse est démembré et un diocèse particulier est créé pour la Haute Auvergne : le diocèse de Saint-Flour.

## Évêques d'Auvergne

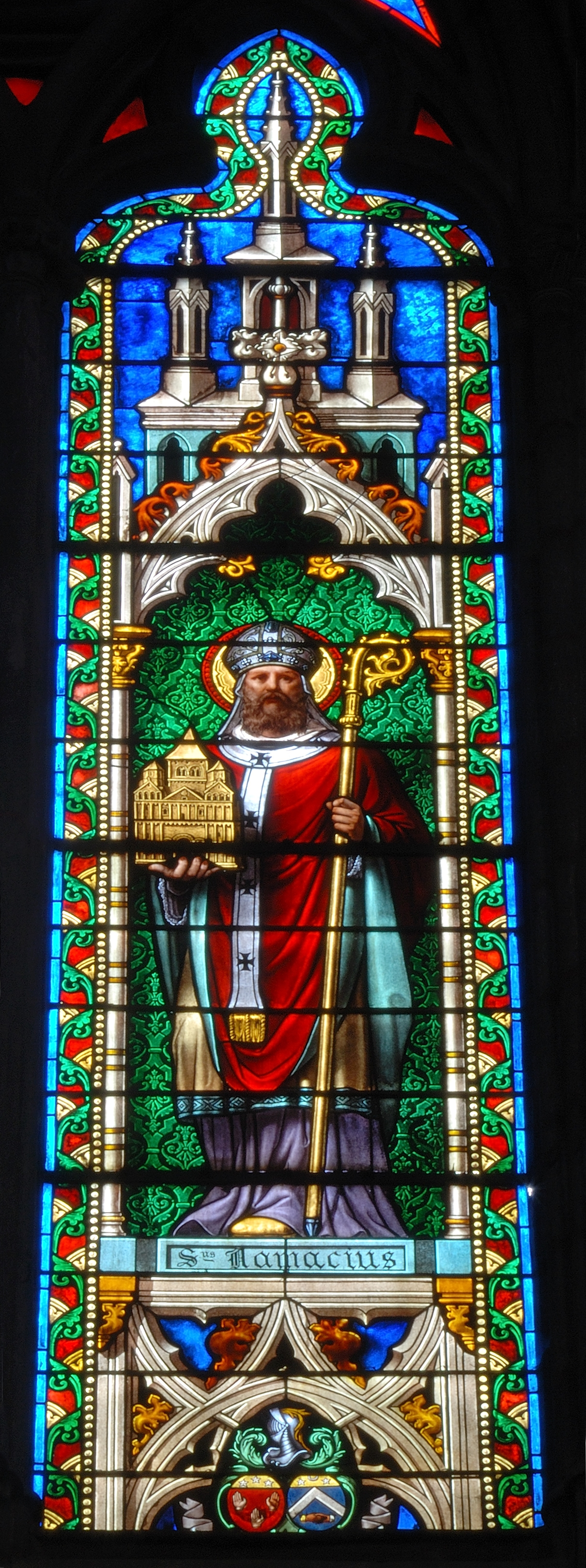
Vitrail représentant Namacius, Église Saint-Eutrope de Clermont-Ferrand.

Jusqu'en 1073 les dates de début et de fin d'épiscopat ne sont pas toujours connues avec précision et peuvent varier d'un auteur à l'autre.

### IIIe–IVesiècle
- Seconde moitié du IIIe ou début du IVe siècle : saint Austremoine (Austremonius ou Stremonius), premier évêque d'Auvergne ; fêté le 1er novembre, le 8 novembre (diocèse de Saint-Flour)
- 286 - 312 : saint Urbice ou Urbique (Urbicus) ; fêté le 3 avril
- 312 - 337 : Légon ou Léogonce (Legonius)
- 337 - 365 : saint Alyre (Illidius) ; fêté le 5 juin
- 365 - 385 : saint Népotien (Nepotianus) ; fêté le 22 octobre
- 385 - 394 : saint Arthème ou saint Parthem ou saint Artème (Artemius, Arthemius) ; fêté le 24 janvier

### Vesiècle
- 394 - 423 : saint Vénérand ; fêté le 18 janvier
- 424 - 446 : saint Rustique ou Rotiri (Rusticus), fêté le 24 septembre
- 446 - 462 : saint Namace (Namatius), fondateur de la première cathédrale de Clermont
- 462 - 471 : Éparque (Eparchius ou Barthius)
- 471 - 486 : saint Sidoine Apollinaire (Caius Sollius Apollinaris Sidonius) ; fêté le 21 août
- 486 - 491 : saint Aproncule ou Apruncule (Aprunculus), fêté le 14 mai
- 491 - 515 : saint Eufraise (Eufrasius), fêté le 14 janvier

### VIesiècle
- 515 - 515 : Apollinaire de Clermont (Apollinaire II Apollinare)
- 515 - 523 : Quintien de Rodez (saint Quintien Quintianus) ; ancien évêque de Rodez, fêté le 13 novembre
- 525 - 551 : Gal Ier de Clermont (saint Gall Ier Gallus), (486- † 551), fêté le 14 mai
- 554 - 572 : Cautin (Cautinus)
- 572 - 594 : Avit de Clermont (saint Avit Avitus), fêté le 21 août

### VIIesiècle
- 594 - 615 : Saint Désiré ou Désirat, (Desideratus, Desiratus)[2], fêté le 11 février
- 615 - 620 : saint Avol (Avolus)[2]
- 620 - 625 : saint Just ou saint Juste, (Iustus, Justus)[2]
- 625 - 627 : saint Césaire (Cœsarius), fêté le 1er novembre.
- ? - ? : Augustin (Augustini), uniquement mentionné dans la Vita Maximi, abbatis martyrisque Viennensis[3].
- 643 - 650 : saint Gall II (Gallus)
- 656 - 662 : saint Genès (Genesius), († 662), fêté le 3 juin
- 662 - 665 : saint Félix (Felix)
- 665 - 665 : Gervalde (Gairoaldus ou Garivaldus ou Gyroindus)
- 665 - 674 : saint Priest, saint Préjet ou saint Prix (Projectus), fêté le 25 janvier.
- 674 - 691 : Avit II (Avitus)

### VIIIesiècle
- 691 - 710 : Saint Bonnet (Bonitus), (623?-710), référendaire du roi Sigebert III, fêté le 15 janvier
- 710 - 720 : Nordebert (Nordebertus), parent du comte de Paris ou comte lui-même[4].
- 720 - 730 : Procule (Proculus)
- 720 - ? : Thaidon (Thaido)
- ? - ? : Daibenne (Daibenus), N'est connu que par les catalogues anciens.
- 750 - 762 : Étienne Ier (Stephanus)
- 762 - 800 : Adebert (Adebertus). A fait restaurer la cathédrale primitive détruite en 760 par Pépin le Bref.

### IXesiècle
- 800 - 810 : Bernowin (Bernowinus)
- 810 - 823 : Frédégise (Fredegisus)
- 823 - 861 : Stable (Stabilis)
- 861 - 873 : saint Sigon (Sigo), fêté localement le 10 février
- 873 - 891 : Agilmar ou Egilmar (Agilmarus)
- 891 - 905 : Jean Ier (Johannes), n'est connu que par les catalogues anciens.

### Xesiècle
- 905 - 912 : Adalard (Adalarus ou Amblardus)
- 912 - 938 : Arnold (Arnaldus)
- 938 - 940 : Bernard (Bernardus)
- 942 - 984 : Étienne II (Stephanus). Il fit bâtir la troisième cathédrale de Clermont, dans le style roman

### XIesiècle
- 980 - 1010 : Bégon (Bego)
- 1010 - 1014 : Étienne III
- 1014 - 1025 : Étienne IV.
- 1030 - 1053 : Rencon (Renco)
- 1053 - 1073 : Étienne V
- 1073 - 1077 : Guillaume Ier de Chamalières [Note 1].
- 1077 - 1095 : Durand (Durannus), († 16 novembre 1095)

### XIIesiècle

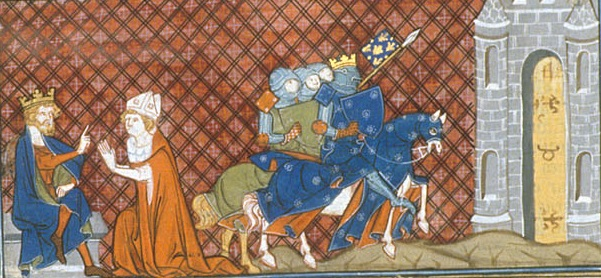
Siège de Clermont (1122) par Louis VI le Gros ; à gauche l'évêque Aimeric rend hommage au roi. Chroniques de Saint-Denis, British Library.

- 1096 - 1103 : Guillaume II de Baffie
- 1104 - 1111 : Pierre Ier Roux
- 1111 - 1150 : Aimeric Loubet[5]
- 1151 - 1169 : Étienne VI

## Évêques de Clermont
- 1170-1189 : Ponce de Polignac, précédemment abbé de Clairvaux (1165-1170)
- 1190-1195 : Gilbert 1er

### XIIIesiècle
- 1195-1227 : Robert d'Auvergne
- 1227-1249 : Hugues de la Tour († 1249 à la croisade). Il initia la construction de la quatrième et actuelle cathédrale de Clermont.
- 1250-1286 : Guy de la Tour
- 1286-1297 : Aymar de Cros

### XIVesiècle
- 1298-1301 : Jean Ier Aycelin de Montaigut
- 1302-1304 : Pierre II de Croc († le 25 septembre 1304)
- 1307-1328 : Aubert Aycelin de Montaigut

Démembrement en deux diocèses en 1317

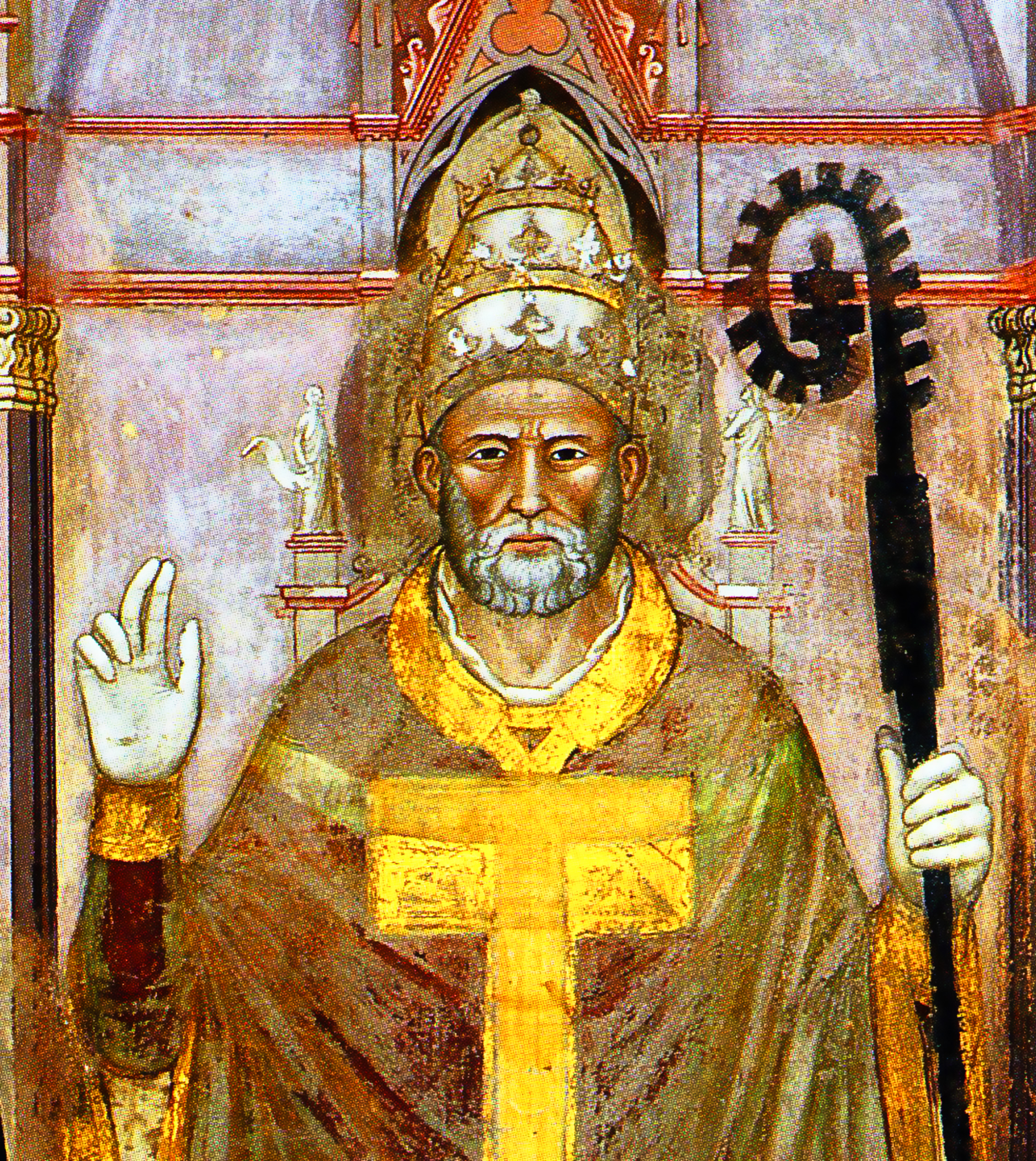
Innocent VI.

- 1328-1336 : Arnaud-Roger de Comminges
- 1336-1340 : Raymond d'Espet ou des Près, d’Espeleu, Despets, Despects
- 1340-1342 : Étienne VII Aubert (card.), futur évêque de Noyon (1338-1340) et pape Innocent VI (1352-1362).
- 1342-1349 : Pierre III d'André, transf. de Noyon (1342) et transf. pour Cambrai (1349), († 1368).
- 1349-1357 : Pierre IV d'Aigrefeuille, transféré pour Uzès en 1357.
- 1357-1376 : Jean II de Mello, transféré pour Chalon-sur-Saône en 1376.

### XVesiècle
- 1376-1415 : Henri de La Tour
- 1415-1444 : Martin Gouge de Charpaignes
- 1445-1474 : Jacques Ier de Comborn
- 1475-1476 : Antoine Ier Allemand, transféré de Cahors en 1475 et transféré pour Cahors en 1476.
- 1476-1488 : Charles Ier (Charles II de Bourbon), également archevêque de Lyon et cardinal († 1488).

### XVIesiècle
- 1489-1504 : Charles II, neveu de l'évêque précédent, Charles II de Bourbon.
- 1505-1516 : Jacques II d'Amboise
- 1517-1528 : Thomas Duprat
- 1529-1560 : Guillaume III Duprat

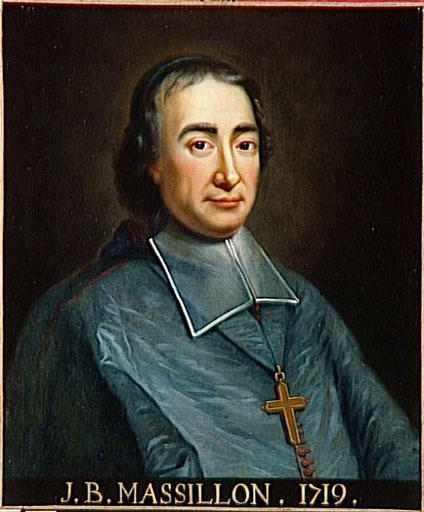
Jean-Baptiste Massillon.

- 1561-1567 : Bernardo Salviati Il fut également cardinal.
- 1567-1584 : Antoine II de Saint-Nectaire

### XVIIesiècle
- 1558-1645 : François Ier de La Rochefoucauld (1585 - 1610) Il fut évêque de Senlis à partir de 1610 et cardinal.
- 1610-1614 : Antoine III Rose Transféré de Senlis en 1610.
- 1614-1650 : Joachim d'Estaing
- 1650-1664 : Louis Ier d'Estaing
- 1664-1682 : Gilbert II de Vény d'Arbouze
- Michel de Castagnet (nommé mais n'obtenant pas ses bulles, il retourne à Macon).
- 1684-1687 : Claude II de Saint-Georges

### XVIIIesiècle
- 1687-1715 : François II Bochart de Saron
- 1716-1717 : Louis II de Balzac Illiers d'Entragues
- 1717-1742 : Jean-Baptiste Massillon
- 1743-1775 : François-Marie Le Maistre de La Garlaye
- 1776-1800 : François III de Bonal

## Évêque constitutionnel du Puy-de-Dôme
- 1791-1802 : Jean-François Périer, évêque constitutionnel

## Nouveau diocèse de Clermont

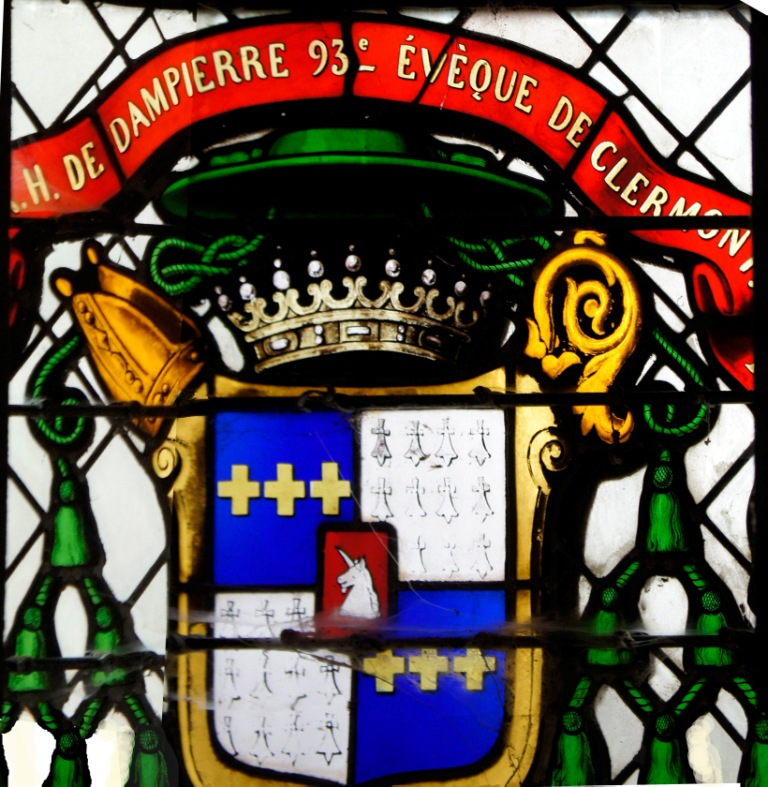
Blason de Henri de Dampierre.

- 1802-1833 : Henri de Dampierre, né à Hans (Marne)
- 1833-1879 : Louis-Charles Féron
- 1879-1892 : Jean-Pierre Boyer (coadjuteur en 1878), ensuite archevêque de Bourges.
- 1893-1921 : Pierre-Marie Belmont
- 1921-1932 : Jean-François Marnas
- 1933-1952 : Gabriel Piguet
- 1953-1973 : Pierre V de La Chanonie
- 1974-1995 : Jean III Dardel
- 1996-2002 : Hippolyte Simon (Louis Jean) (puis archevêque)

## Archevêques de Clermont
- 2002-2016 : Hippolyte Simon (Louis Jean)
- 2016- : François IV Kalist

### Sources et bibliographie
- Chronologie des évêques de Clermont et des principaux événements de l'histoire ecclésiastique de l‛Auvergne, Thibaud-Landriaot, 1833 (lire en ligne).
- Annuaire historique de 1847 (année 1848), p. 160-164.
- Comte de Resie, Histoire de l'Église d'Auvergne depuis saint Austremoine jusqu'à l'année 1560, t. 2, Clermont, la librairie catholique, 1855.
- Ambroise Tardieu, Grand dictionnaire du département du Puy-de-Dôme, imp. C. Desrosiers, Moulins, 1877.
- Louis Duchesne, « Auvergne (Clermont) », dans Fastes épiscopaux de l'ancienne Gaule, t. 2. L’Aquitaine et les Lyonnaises, Paris, Fontemoing et Cie éditeurs, 1910 (lire en ligne), p. 31-39
- Abel Poitrineau (dir.), Le diocèse de Clermont, Paris, Éditions Beauchesne, 1979
- André-Georges Manry, Histoire de Clermont-Ferrand, Bouhdida, 1993 (ISBN 2-903377-15-4)
- Pierre Riché, Les Carolingiens, une famille qui fit l'Europe, Paris, Hachette littérature, 1997 (1re éd. 1983) (ISBN 2012788513)
- DHGE, article "Clermont", p. 1456-1457.
- TC (Trésor de Chronologie), p. 1410-1411.